# Lotanna
Lotanna es una película dramática nigeriana de 2017, dirigida por Toka McBaror. Es protagonizada por Chris Okagbue. Se estrenó mundialmente el 8 de abril de 2017, en Eko Hotel and Suites, Lagos, Nigeria. La banda sonora original fue realizada por Naeto C y Praiz, y fue bien recibida por los críticos de cine.

## Elenco
- Benson como Efya
- Jide Kosoko como Benson
- Ama Abebrese como Zara
- Victor Olaotan como Manny
- Victor Decker como Don Clef
- Bimbo Manuel como Faraday Ojukwu
- Chris Okagbue como Lotanna
- Chris Attoh como Kojo
- Meg Otanwa como Mama Clara

## Recepción
Isaballa Akinseye de Vanguard, elogió su banda sonora, fotografía y vestuario, pero sintió que la historia, dirección, actuación, edición y efectos estaban por debajo de la media. Obtuvo una calificación del 58% de Nollywood Reinvented, quien dio un consenso general de que "En un nivel muy simple, es una buena película, pero por lo que podría haber sido, nunca lo logra realmente". Fue recomendada como una de las diez películas para ver por The Cable. Wilfred Okiche de 360nobs quedó impresionado con la recreación de la década de 1970, pero no con el lenguaje corporal de los personajes de "Lotanna" y "Zara". Concluyó describiendo la experiencia cinematográfica como "completamente olvidable".